# Dinosaur World
Dinosaur World è un videogioco, scaricabile da Internet, sviluppato dalla Asylum Entertainment e pubblicato dalla BBC Imagineering.
È ispirato al documentario "Nel mondo dei dinosauri", e in particolare al secondo episodio, "Il Tempo dei Titani".
Scopo del gioco è trovare tutti gli animali, le piante e le caratteristiche del terreno distribuite in cinque ambienti differenti.

## Ambientazione
Il gioco comincia all'inizio della stagione arida di 145 milioni di anni fa, al limite di una Pianura muschiosa ("Mossy plain"), popolata da alcuni Diplodocus adulti, da alberi di araucaria e felci arboree, e da una singola libellula.
Da questa zona si raggiungono, attraverso valichi nelle montagne, il Deserto, la Foresta e il Letto del Fiume.
Il Deserto ("Desert") è ricco di piante di cycas, e vi vivono due pterosauri (presumibilmente dei Rhamphorhynchus), alcuni Diplodocus giovani e un Allosaurus, il giovane Big Al, che dà loro la caccia. Generalmente l'Allosaurus uccide e divora il più piccolo, ma talvolta attacca il più grande e lo uccide o ne viene a sua volta ucciso. A sud si trova uno Stegosaurus vivo, più un secondo morto, annegato nelle sabbie mobili.
Nel canyon che porta al Letto del Fiume ("Dry Riverbed") si possono trovare orme di dinosauro, più precisamente di un sauropode inseguito da un teropode. In fondo alla valle, si vede una femmina di Allosaurus che divora il giovane Diplodocus. Tuttavia più tardi un giovane maschio la sfiderà, ferendola gravemente nel combattimento che ne segue e cibandosi della carcassa del sauropode.
A sud della Pianura si erge la Foresta ("Forest") di sequoie e felci arboree, ed è priva di animali.
Vi si trova però un nido di Allosaurus, che in seguito sarà distrutto da un Ornitholestes, mangiatore di uova (non compare nel gioco, è solo nominato dal narratore. Comunque, nella foresta si sentono strani versi che con tutta probabilità sono emessi da lui).
Dalla Foresta parte un tunnel (dove si trovano stalattiti) che si addentra nel vulcano spento, e la collega così al Cratere ("Crater"). Questa zona consiste da un ampio lago termale, circondato da una spiaggia calda e dalle pareti diroccate del vulcano. Qui crescono le bennettitali e vive un'altra libellula.
Una volta scoperte tutte le specie e i tratti del territorio, si scoprirà che una frana nel Deserto permette ora di salire su un cornicione di roccia e di farsi portare in volo da uno degli pterosauri verso una zona segreta, il Lago Salato ("Salt Lake").

## Difetti
Talvolta, il realismo del gioco ha dei problemi, quali:
- Un Diplodocus che attraversa una roccia solida;
- L'Allosaurus che a volte attacca dei Diplodocus già morti, "mordendo" e "artigliando" l'aria;
- Allosaurus che passano l'uno attraverso il corpo dell'altro durante un combattimento;
- Nell'area segreta, il giocatore può passare attraverso il ventre di Diplodocus.

## Specie rappresentate e tratti del territorio
Nel gioco sono rappresentate 10 specie, di cui 5 piante e 5 animali. Sotto gli alberi si possono vedere specie non identificate, come felci ed equiseti. In una delle news è citato un Ornitholestes che non appare mai.
| Icona | Animale                                        | Area |
| ----- | ---------------------------------------------- | --- |
|       | Allosaurus                                     | 1 nel Deserto, 1 nella Foresta (dopo aver scoperto il nido), 1 nel Letto del Fiume, un numero indefinito nel Lago Salato. |
|       | Diplodocus                                     | 2 o 3 nella Pianura, 1 nel Letto del Fiume (morto), un numero indefinito nel Lago Salato.                                 |
|       | Stegosaurus                                    | 2 nel Deserto, di cui uno morto.                                                                                          |
|       | Rhamphorhynchus (chiamato solo "pterosaur")    | 2 nel Deserto, di cui uno raggiunge talvolta il Lago Salato.                                                              |
|       | Libellula ("Dragonfly")                        | 1 nella Pianura, 1 nel Cratere.                                                                                           |
| Icona | Pianta                                         | Area |
|       | Araucaria ("Araucaria tree" o "Monkey-puzzle") | Pianura |
|       | Felce arborea ("Tree fern")                    | Pianura, Foresta, Letto del Fiume                                                                                         |
|       | Cicadina ("Cycas")                             | Deserto |
|       | Sequoia ("Redwood tree")                       | Foresta |
|       | Bennettitale ("Bennettitales")                 | Cratere, Deserto |

Il numero dei tratti del terreno (le "features") varia di zona in zona. Ce ne sono 3 nella Pianura, 2 nel Letto del Fiume, 4 nella Foresta, 4 nel Deserto e 3 nel Cratere. In tutto sono 16. Dopo averle scoperte, compaiono nella mappa come stelline gialle.
| Feature | Area                             |
| --- | -------------------------------- |
| Pozzanghere ("Tiny pools"). Alcune pozze d'acqua stagnante, unica fonte d'acqua nella prateria durante la stagione arida. | Pianura                          |
| Affioramento roccioso ("Rocky outcrop"). I resti di un giacimento di roccia portato allo scoperto dall'erosione.          | Pianura                          |
| Fumarola ("Fumarole"). Una spaccatura da cui escono i vapori frutto dell'attività vulcanica.                              | Pianura                          |
| Orme di dinosauro ("Dinosaur tracks"). Alcune orme lasciate nel fango da un sauropode e un teropode.                      | Letto del Fiume                  |
| Cascata ("Low waterfall"). Uno stillicidio d'acqua nelle pareti di roccia che forma a terra evidenti strati di muschio.   | Letto del Fiume                  |
| Ossa ("Bones"). Disordinati resti di un grande scheletro che giacciono sulla sabbia.                                      | Deserto                          |
| Resti di cicadine ("Cycad remains"). Tronchi spezzati di cicadine fatte a pezzi dal Diplodocus che se ne nutre.           | Deserto                          |
| Sabbie mobili ("Quicksand"). Un lago di fanghiglia irrigato da una sorgente sotterranea.                                  | Deserto                          |
| Archi di roccia ("Rocky arches"). Due archi rocciosi erosi dal vento.                                                     | Deserto                          |
| Albero caduto ("Fallen tree"). L'imponente tronco di una sequoia abbattuta da una tempesta.                               | Foresta                          |
| Nido di Allosaurus ("Allosaurus' nest"). Un cumulo di terra e foglie che custodisce le uova di un Allosaurus.             | Foresta                          |
| Caverna ("Tunnel"). L'ingresso del corridoio roccioso che porta all'interno del vulcano spento.                           | Foresta                          |
| Stalattiti ("Stalactites"). Un grappolo di stalattiti sulla volta della caverna.                                          | Foresta (all'interno del tunnel) |
| Vapore ("Steam"). Banchi di vapore esalati dal lago termale.                                                              | Cratere                          |
| Mosche ("Flies"). Uno sciame di mosche intente a banchettare sui resti di un piccolo mammifero.                           | Cratere                          |
| Scheletro di mammifero ("Mammal bones"). Un piccolo scheletro che giace sulla spiaggia del cratere.                       | Cratere                          |